# Žerjal
Žerjal [žerjál] je priimek več znanih Slovencev:
- Aldo Žerjal (*1957), pesnik
- Aljoša Žerjal (*1928), umetniški kinoamater-filmski snemalec, tržaški cineast
- Aljoša Žerjal (*1950), profesor fizike, podjetnik ...
- Ana Žerjal, dolgoletna vodja zdravilišča na Debelem rtiču, predsednica RK Slovenije 2023-
- Ana Žerjal (*1987), kiparka, večmedijska vizualna umetnica
- Anton Žerjal (1918—?), gradbenik, športnik (odbojka)
- Breda Žerjal (?—1995), ekonomistka/ali strok.za materiale?, doc. EPF UM
- Breda Zužič Žerjal, prevajalka, kult. delavka?
- Danilo Žerjal (1919—1984), športnik atlet (metalec kladiva, diska, krogle)
- David Žerjal, zborovodja
- Drago Žerjal (1903—1991), računovodja in protifašistični borec
- Drago Žerjal (1920—1989), glasbenik in zborovodja
- Edi Žerjal (*1940), slikar, grafik, ilustrator
- Ernest Žerjal (1899—1958), kulturni in prosvetni delavec
- Franko Žerjal (*1942?), profesor likovne vzgoje, režiser, gledališki in radijski igralec
- Igor Žerjal, športni pedagog, raziskovalec, trener športne gimnastike
- Irena Žerjal (1940—2018), književnica
- Ivan Žerjal (*1976), slikar, večmedijski umetnik (v zamejstvu)
- Jože Žerjal (1916—1997), fotograf
- Marjan Žerjal, športni delavec (gimanstika)
- Marko Žerjal (*1985), stand-up komik, youtuber
- Maruša Žerjal, astrofizičarka, fotografinja, alpinistka
- Mitja Žerjal, glasbenik, saksofonist
- Nada Žerjal Zaghet (1946—2002), glasbenica, šolnica, zborovodkinja
- Rado Žerjal, igralec namizega tenisa in narodni heroj
- Robert Žerjal (*1950), fizik, informatik, tehnološki razvojnik, izr. član IAS
- Stanko Žerjal (1910—2002), rimskokatoliški duhovnik, publicist in narodni delavec
- Stano Žerjal (1921—2014), slikar, glasbenik in humorist
- Suzana Žerjal, zborovodkinja
- Tone Žerjal (1915—1942), aktivist OF, narodni heroj, igralec namiznega tenisa
- Vita Žerjal Pavlin (*1963), pesnica, slavistka, literarna teoretičarka
- Viljem Žerjal (1929—2012), rimskokatoliški duhovnik (na Opčinah)